# Meseta centroafricana
La meseta centroafricana es una planicie con una altitud media de entre 1000 y 1300 m s. n. m., desarrollada principalmente en Zambia. Está rodeada por grandes depresiones, formadas por las cuencas de los lagos Tanganica, Mweru y Bangweulu y de los ríos Luangwa, Kafue y Zambeze. Sus mayores alturas, algo por encima de los 2000 m s. n. m., están en los montes Muchinga.